# Rollback
Rollback var under kalla kriget en amerikansk utrikespolitisk strategi. Till skillnad mot uppdämningspolitiken, vars idé var begränsad till att stoppa kommunistisk expansion, var syftet att "rulla tillbaka" kommunismen med militära medel och befria länder som stod under sovjetisk kontroll. Två personer som förknippas med denna aggressiva hållning var John Foster Dulles, utrikesminister under Eisenhower 1953–1959, och presidenten Ronald Reagan på 80-talet. Den senare stödde, under en programförklaring som blev känd som Reagandoktrinen, flera antikommunistiska motståndsrörelser i till exempel Afghanistan, Angola, Kambodja och Nicaragua.